# Lilleø (Storstrømmen)
Lilleø (del danés, pequeña isla), es una isla perteneciente a Dinamarca, localizada entre Selandia y Bogø. La isla tiene cerca de 900 m de largo y 100 m de ancho en su parte más ancha. El punto más alto de la isla se encuentra a 2msnm. La isla se encuentra deshabitada.
- Datos: Q9022587